# Gunnar Weman

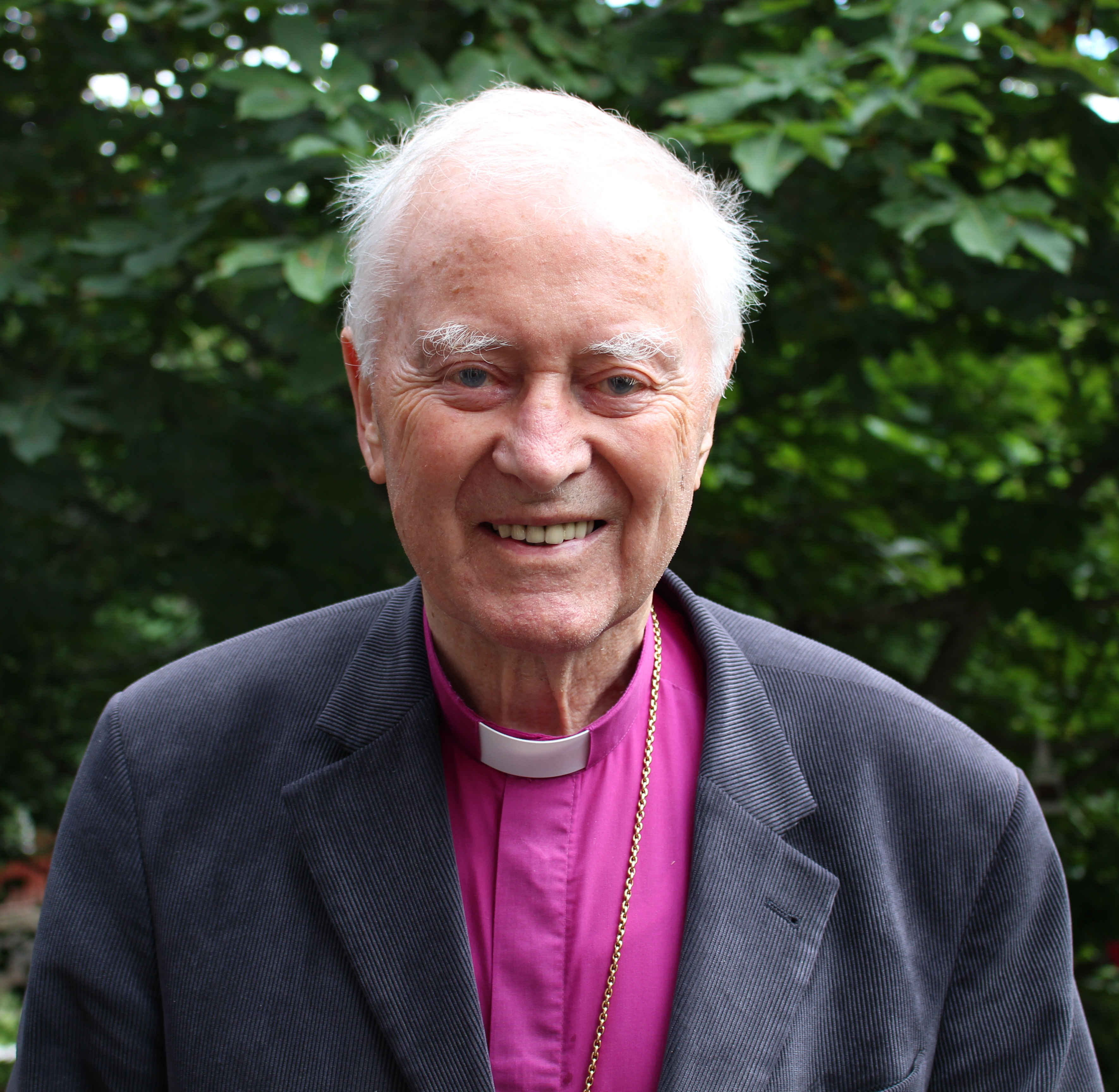
Gunnar Weman, 2019

Nils Gunnar Ludvig Weman (* 25. Februar 1932 in Uppsala; † 24. Februar 2024) war ein schwedischer lutherischer Geistlicher. Von 1993 bis 1997 amtierte er als Erzbischof von Uppsala.
Weman wuchs in Uppsala auf, wo sein Vater Henry Weman als Organist am Dom arbeitete. Nach der Ordination wirkte er als Pfarrer in Sigtuna, Skog (Gemeinde Söderhamn) und Uppsala sowie in der Missionsabteilung der Schwedischen Kirche. Von 1964 bis 1984 war er wieder Pfarrer in Sigtuna. Nach kurzer Tätigkeit in der Abteilung für Gottesdienst und Evangelisation wurde er 1986 zum Bischof im Bistum Luleå ernannt. 1993 wurde er Erzbischof von Uppsala und amtierte bis zu seiner Emeritierung im Jahr 1997 als höchster Würdenträger der Schwedischen Kirche. Den Ruhestand nutzte er, um eine Dissertation über das Verhältnis von mittelalterlichem Kirchenraum und gegenwärtigem Gottesdienst zu schreiben, mit der er 2006 zum Dr. theol. promoviert wurde.

## Schriften (Auswahl)
- Youth work in the church of Sweden : a short introduction to the work of Riksförbundet Kyrklig ungdom. Stockholm 1959
- (mit Ebbe Arvidsson): Församlingsliv - vardagsliv. Stockholm : Studiebokförl., 1964
- (mit Bertil Gärtner, Sture Hallbjörner, Tord Harlin): Församlingen – en ny gemenskap, tillsammans med Stockholm : Verbum, 1976
- (mit Björn Fjärstedt): På väg mot framtiden : en samtalsbok om Svenska kyrkan. Skellefteå : Artos & Norma, 2006
- Nutida gudstjänst och medeltida kyrkorum. Förhållandet mellan det sena 1900-talets liturgireform och det medeltida gudstjänstrummet i Svenska kyrkan = Contemporary worship and medieval churches : the relationship between late 20th century liturgical reform and the medieval worship space in The Church of Sweden. Skellefteå : Artos, 2006
- Kyrka i olika meningar: kortklippta texter med ecklesiologiska kommentarer. Mit Sven-Erik Brodd. Artos 2012
- Henry Weman : Domkyrkoorganist och körledare i kyrkomusikalisk spänningsfält (2015)
- Liturgi i Svenska kyrkan. I ord och bild från då och nu. Mit Sven-Erik Brodd. Artos 2020.
- Prästgårdsteologi. Församlingspräster under 1900-talets senare hälft utmanar 2020-talets kyrka. Mit Sven-Erik Brodd. Artos 2022.